# Йохан III фон Хенеберг-Шлойзинген
Йохан III фон Хенеберг-Шлойзинген (на немски: Johann III (IV) von Henneberg-Schleusingen) е като Йохан IV фон Хенеберг-Шлойзинген граф на Графство Хенеберг-Шлойзинген, от 1529 до 1541 г. като Йохан III фон Хенеберг-Шлойзинген княз-абат в манастир Фулда.

## Биография
Роден е на 30 април 1503 година. Той е син на граф Вилхелм IV (VI) фон Хенеберг-Шлойзинген (1478 – 1559) и съпругата му маркграфиня Анастасия фон Бранденбург (1478 – 1557), дъщеря на курфюрст Албрехт III Архилес фон Бранденбург (1414 – 1486) и втората му съпруга принцеса Анна Саксонска (1437 – 1512).
Йохан следва пр. 1518 г. в университета в Майнц и от 1519 до 1521 г. в университета в Париж. От 1515 до 1538 г. е домхер в Щрасбург, от 1517 до 1541 г. домхер в Майнц, 1518 г. домхер в Кьолн и от 1519 до 1523 г. домхер в Бамберг. През 1529 г. той е княз-абат на манастир Фулда. През 1535 г. дарява прекрасен оргел и ценни неща и платове за олтара.
Умира на 20 май 1541 година във Фулда на 38-годишна възраст. Погребан е в абатската църква на манастир Фулда.